# 인공지능 하우스
《인공지능 하우스》(영어: Smart House)는 1999년에 개봉한 미국 영화이다.

## 출연
- 케빈 킬너 - 닉
- 제시카 스틴 - 사라
- 케이티 사갈 - 팻
- 라이언 메리먼 - 벤
- 케이티 볼딩 - 앤지

## 한국판 성우진(KBS)
- 이정구 - 닉(케빈 킬너)
- 강희선 - 사라(제시카 스틴)
- 김옥경 - 팻(케이티 사갈)
- 이연승 - 앤지(케이티 볼딩)
- 유동균 - 벤(라이언 메리먼)
- 조진숙 - 거윈(라퀠 보든)
- 박상일 - 사랑(폴 링케)
- 최병상 - 마일스(에밀리오 보렐리)
- 김정주 - 자니(제이슨 랜싱)
- 이원준 - 라이언(조슈아 보이드)
- 서윤석 - 아나운서(에릭 스타인버그)